# Michel Leneuf de La Vallière et de Beaubassin
Michel Leneuf de La Vallière et de Beaubassin, né Michel Leneuf de La Vallière le 31 octobre 1640 à Trois-Rivières et mort en 1705, est un capitaine, commandant et gouverneur de l'Acadie.  

## Biographie
Michel Leneuf de La Vallière et de Beaubassin était le fils de Jacques Leneuf de La Poterie gouverneur de Trois-Rivières et de la Nouvelle-France. Il partit faire ses études en France et revint au Canada en 1657.
En 1666, il commandait l'Île Royale (Île du Cap-Breton) sous l'autorité de Nicolas Denys. La même année il épousa Marie Denys, fille de Nicolas Denys avec laquelle il eut huit enfants. Michel Leneuf de La Vallière est parfois surnommé "l'ancien" ou "le père" en raison d'un de ses fils qui se prénomme également Michel et qui est surnommé "le jeune".
Devenu veuf, il se remaria avec Françoise Denys, fille de Simon Denys, frère de Nicolas Denys. Il fonda avec Jacques (Jacob) Bourgeois la colonie de Beaubassin situé sur l'isthme de Chignectou le long de la rivière Mésagouèche en Acadie. 
Le 24 octobre 1676, le comte de Frontenac lui octroyait un domaine de dix lieues carrées, avec le titre de seigneurie de Beaubassin.
En 1678, il succède à Pierre de Joybert de Soulanges et de Marson comme commandant de l'Acadie avec fonction de gouverneur sans en avoir le titre. En 1681, le comte de Frontenac le recommanda auprès du roi pour qu'il soit nommé officiellement gouverneur.
En 1683, Michel Leneuf de La Vallière et de Beaubassin est enfin nommé gouverneur de l'Acadie, charge qu'il assumait depuis 1678. Mais en 1684, ses démêlés avec le lieutenant du roi Clerbaud Bergier à propos de sa politique trop généreuse en faveur des permis de pêche donnés aux pêcheurs de Boston, provoque la révolte de pêcheurs acadiens. Michel Leneuf de La Vallière est démis de ses fonctions de gouverneur et remplacé par François-Marie Perrot.
En 1689, il fut nommé lieutenant en Acadie, en juin, et capitaine des gardes de Frontenac, en octobre de la même année. 
En 1690, lors du siège de Québec par les Anglais, il fut chargé de procéder, à la pointe de Lévis, à l’échange des prisonniers. Le comte de Frontenac le recommanda pour le grade de major.
En 1695, il devint reçut le commandement du fort Cataracoui.
Le 28 mai 1699, le roi de France, Louis XIV, le nomma major de Montréal.
Il meurt en juillet 1705, en mer, lors de son retour de France pour le Canada.